# Ильинский, Олег Павлович
Оле́г Па́влович Ильи́нский (1932—2003) — русский поэт, эссеист.

## Биография
Родился в семье искусствоведов (отец — П. Д. Пономарёв, сменивший в эмиграции фамилию на Ильинский). С 1944 жил с родителями в Германии, с 1949 изучал в Мюнхене философию, историю русской культуры (у Ф. Степуна) и германистику. В 1956 переселился в США.
Стихи начал писать в Германии, публиковался с 1950 (журнал «Грани»). Все шесть его сборников имеют одно и то же название: «Стихи». Регулярно печатался в альманахе «Встречи». Публиковал статьи и эссе о русской литературе, в частности об эпохе романтизма и о серебряном веке. Жил в городе Ричмонд-Хилл, штат Нью-Йорк.

Стихи Ильинского носят в основном описательный характер. В центре стихотворения, как правило, картина замкнутая и не заключающая в себе сюжетного развития. Часто Ильинский черпает свои образы из изобразительного искусства (архитектура, живопись), есть у него и зарисовки пронизанной светом природы. Публицистические и политические темы Ильинскому чужды, современная действительность видна лишь в изображении городов, особенно европейских, иногда — американских. В его поэзии предметы быта так же одухотворены, как улицы и площади городов. Искусство и природа для него — знаки вечности, метафизическая реальность отражается в самых привычных предметах, явлениях и ситуациях.
— Вольфганг Казак

## Книги
- Стихи, Frankf./M., 1960
- Стихи. Книга вторая, München, 1962
- Стихи, книга третья, там же, 1966
- Стихи. Книга четвёртая, Madrid, 1976
- Стихи. Книга пятая, New York, 1981

## Диссертация
- «Некоторые проблемы русского романтизма. Опыт исследования на материале прозы В. Ф. Одоевского» (Нью-Йоркский университет, 1970)